# Лейк-Вайлдернесс (Вірджинія)
Лейк-Вайлдернесс (англ. Lake Wilderness) — переписна місцевість (CDP) в США, в окрузі Спотсильванія штату Вірджинія. Населення — 2960 осіб (2020).

## Географія
Лейк-Вайлдернесс розташований за координатами 38°18′15″ пн. ш. 77°43′35″ зх. д. / 38.30417° пн. ш. 77.72639° зх. д. (38.304094, -77.726475).  За даними Бюро перепису населення США в 2010 році переписна місцевість мала площу 5,65 км², з яких 5,40 км² — суходіл та 0,25 км² — водойми.

## Демографія
Згідно з переписом 2010 року, у переписній місцевості мешкало 2669 осіб у 862 домогосподарствах у складі 698 родин. Густота населення становила 473 особи/км².  Було 899 помешкань (159/км²).
Расовий склад населення:
| - 83,9 % — білих - 8,9 % — чорних або афроамериканців - 1,0 % — азіатів - 0,3 % — корінних американців - 0,1 % — вихідців з тихоокеанських островів - 2,1 % — осіб інших рас |

До двох чи більше рас належало 3,5 %. Частка іспаномовних становила 6,5 % від усіх жителів.
За віковим діапазоном населення розподілялося таким чином: 30,9 % — особи молодші 18 років, 63,5 % — особи у віці 18—64 років, 5,6 % — особи у віці 65 років та старші. Медіана віку мешканця становила 32,5 року. На 100 осіб жіночої статі у переписній місцевості припадало 100,5 чоловіків;  на 100 жінок у віці від 18 років та старших — 95,8 чоловіків також старших 18 років.
Середній дохід на одне домашнє господарство  становив 92 406 доларів США (медіана — 77 036), а середній дохід на одну сім'ю — 94 121 долар (медіана — 77 891). За межею бідності перебувало 7,0 % осіб, у тому числі 4,5 % дітей у віці до 18 років та 12,0 % осіб у віці 65 років та старших.
Цивільне працевлаштоване населення становило 1441 осіб. Основні галузі зайнятості: освіта, охорона здоров'я та соціальна допомога — 17,0 %, роздрібна торгівля — 15,8 %, науковці, спеціалісти, менеджери — 12,1 %, публічна адміністрація — 11,0 %.